# Victor Entertainment
Victor Entertainment (ビクターエンタテインメント株式会社?, Bikutā Entāteinmento Kabushiki-gaisha) è un'azienda filiale della Japan Victor Company (JVC), che produce e distribuisce musica, film e altri prodotti di intrattenimento come anime, programmi televisivi e videogiochi tra cui Alshark.
In precedenza era conosciuta come Victor Musical Industries (ビクター音楽産業?, Bikutā Ongaku Sangyō). È stata affiliata con la RCA Victor Record fino a quando il legame è stato interrotto per via dell'attacco di Pearl Harbor nel dicembre 1941.